# Lill Hindersöharun
Lill Hindersöharun een Zweeds eiland behorend tot de Lule-archipel. Het eiland ligt aan de oostgrens van de archipel, nabij de grens met de Kalix-archipel. Het eiland heeft geen oeververbinding en is onbebouwd. Het ligt met zijn grote broer Stor Hindersöharun tussen de eilandengroep met Båtöharun en Esterön.